# Goniopora tenella
Goniopora tenella är en korallart som först beskrevs av Quelch 1886.  Goniopora tenella ingår i släktet Goniopora och familjen Poritidae. IUCN kategoriserar arten globalt som nära hotad. Inga underarter finns listade i Catalogue of Life.